# Frédéric de Schaumbourg-Lippe
Titre
Membre de la Chambre des seigneurs d'Autriche
29 octobre 1908 – 12 novembre 1918
(10 ans et 14 jours)
Le prince Frédéric de Schaumbourg-Lippe (allemand : Prinz Friedrich Georg Wilhelm Bruno zu Schaumburg-Lippe), né le 30 janvier 1868 à Ratiboritz et mort le 12 décembre 1945 à Kudowa-Zdrój, est un prince allemand et chef de la branche Náchod de la maison princière de Schaumbourg-Lippe.

## Famille
Le prince Frédéric naît au château de Ratiboritz, dans le royaume de Bohême (aujourd'hui Ratibořice, République tchèque). Il est le troisième enfant et second fils du prince Guillaume de Schaumbourg-Lippe (1834-1906), fils de Georges-Guillaume de Schaumbourg-Lippe et d'Ida de Waldeck-Pyrmont, et de son épouse, la princesse Bathildis d'Anhalt-Dessau (1837-1902), fille de Frédéric-Auguste d'Anhalt-Dessau et de Marie-Louise-Charlotte de Hesse-Cassel.

## Premier mariage
Frédéric se marie le 5 mai 1896, au palais d'Amalienborg à Copenhague, à la princesse Louise de Danemark, fille du roi Frédéric VIII de Danemark et de son épouse, la princesse Louise de Suède.
Le mariage est malheureux et la princesse Louise passe beaucoup de temps dans sa famille, avec des séjours successifs de deux à trois mois. Son père lui rend visite chaque année.
La princesse Louise meurt au château de Ratiboritz le 4 avril 1906. La cause officielle de la mort de la princesse Louise est une « inflammation cérébrale » causée par la méningite, après des semaines de mal-être. On raconte qu'elle a tenté de se noyer elle-même dans le lac du château de Ratiboritz. Frédéric et Louise ont trois enfants :
- Marie-Louise Dagmar Bathildis Charlotte de Schaumbourg-Lippe (10 février 1897 – 1er octobre 1938), qui épouse le prince Frédéric Sigismond de Prusse et a une descendance ;
- Christian Nicolas Guillaume Frédéric Albert Ernest de Schaumbourg-Lippe (20 février 1898 – 13 juillet 1974), qui épouse sa cousine, la princesse Feodora de Danemark, et a une descendance ;
- Stéphanie Alexandra Hermine Thyra Xenia Bathildis Ingeborg de Schaumbourg-Lippe (19 décembre 1899 – 2 mai 1925), qui épouse Victor-Adolphe, 5e prince de Bentheim et Steinfurt, et a deux fils : le prince Alexis (30 juillet 1922 – 2 décembre 1943, mort au dessus de la Méditerranée) et le prince Christian (né le 9 décembre 1923). Stéphanie meurt en couches avec des jumeaux. Les deux garçons sont morts le 2 mai 1925.

## Deuxième mariage
Frédéric se remarie le 26 mai 1909, à Dessau, à la princesse Antoinette d'Anhalt, fille de Léopold d'Anhalt et de son épouse, la princesse Élisabeth de Hesse-Cassel. Frédéric et Antoinette ont deux fils :
- Léopold Frédéric Alexandre Guillaume Édouard de Schaumbourg-Lippe (21 février 1910 - 25 janvier 2006), qui épouse en 1933 la princesse Helena Sophie von Erbach-Schönberg et a une descendance ;
- Guillaume Frédéric Charles Adolphe Léopold Hilderich de Schaumbourg-Lippe (24 août 1912 - 4 mars 1938).